# Istrianis
Istrianis é um gênero de traça pertencente à família Agonoxenidae.